# منظورية
المنظورية (بالألمانية: Perspektivismus) هي مبدأ معرفي مفاده أن إدراك شيء ما ومعرفة شيء ما يرتبطان دائمًا بالمنظورات التفسيرية لأولئك الذين يراقبونه. في حين أن المنظورية لا تعتبر جميع وجهات النظر والتفسيرات متساوية في الحقيقة أو القيمة، فإنها ترى أنه لا يمكن لأحد الوصول إلى رؤية مطلقة للعالم مقطوعة عن المنظور. وبدلاً من ذلك، فإن كل هذه المشاهدة تحدث من وجهة نظر معينة والتي بدورها تؤثر على كيفية إدراك الأشياء. بدلاً من محاولة تحديد الحقيقة من خلال المراسلات مع الأشياء خارج أي منظور، فإن المنظورية تسعى عمومًا إلى تحديد الحقيقة من خلال مقارنة وتقييم وجهات النظر فيما بينها. يمكن اعتبار المنظورية شكلاً مبكرًا من التعددية المعرفية، على الرغم من أنها تتضمن في بعض الاعتبارات معالجة نظرية القيمة، وعلم النفس الأخلاقي، والميتافيزيقا الواقعية.